# Jakartovice
Jakartovice este o arie protejată (arie specială de conservare — SAC, sit de importanță comunitară — SCI) din Republica Cehă întinsă pe o suprafață de 13,02 ha, integral pe uscat.

## Localizare
Centrul sitului Jakartovice este situat la coordonatele 49°54′18″N 17°41′59″E / 49.905°N 17.699722°E.

## Înființare
Situl Jakartovice a fost declarat sit de importanță comunitară în aprilie 2005 pentru a proteja 1 specie de animale. Situl a fost protejat și ca arie specială de conservare în iulie 2013.

## Biodiversitate
Situată în ecoregiunea continentală, aria protejată nu include niciun habitat protejat.
La baza desemnării sitului se află o specie protejată de  nevertebrate: Phengaris nausithous.